# 클레멘트 애틀리
제1대 애틀리 백작 클레멘트 리처드 애틀리(영어: Clement Richard Attlee, 1st Earl Attlee, KG, OM, CH, 1883년 1월 3일 ~ 1967년 10월 8일)는 영국의 정치인이다. 1905년 옥스퍼드 대학교를 졸업한 후 변호사 개업을 하였고, 런던 대학교 강사를 역임했다. 변호사 생활 중 제1차 세계 대전에 참가하여 소령으로 복무했다.
이후 정계에 입문하여 1922년 노동당 소속으로 하원의원이 되고, 1924년 제1차 노동당 내각의 육군차관, 제2차 노동당 내각의 체신장관 등을 지내고, 1935년 당수가 되었다.
제2차 세계 대전 후 1945년 선거에서 대승하고 노동당 내각을 성립시켜 총리가 되었다. 애틀리 노동당 정부는 국민에게 내핍을 호소하고 영국은행·철도·석탄·가스·전신전화 등 중요한 기간산업(基幹産業)의 국유화를 추진했다. 1951년의 선거에서 패배하고 1955년에 은퇴, 당수직을 휴 게이츠컬에게 이양했다.

## 서훈
- 1945년 컴패니언 오브 아너(CH; Order of the Companions of Honour)
- 1951년 메리트 훈장(OM)
- 1955년 애틀리 백작위 서임(1st Earl Attlee)
- 1956년 가터 훈장(KG)

## 같이 보기
- 말레이시아 비상사태

## 참고 자료
- 이 문서에는 다음커뮤니케이션(현 카카오)에서 GFDL 또는 CC-SA 라이선스로 배포한 글로벌 세계대백과사전의 내용을 기초로 작성된 글이 포함되어 있습니다.